# Kursk (film)
Kursk je filmové drama dánského režiséra Thomase Vinterberga a amerického scenáristy Roberta Rodata z roku 2018 o nešťastném potopení ruské atomové ponorky K-141 Kursk s celou posádkou, k němuž došlo 12. srpna 2000 v Barentsově moři.
Produkce filmu byla nákladná[kolik?] a ve filmu hrají hvězdy evropského filmu[kdo?].

## Názory recenzentů
Film je sice technicky zdařilý[jakým způsobem a podle koho?], nicméně je mu vytýkána[kým?] dramaturgická nevyváženost, kdy se v něm střetává režisérův subtilní přístup s dramaturgickou konvenčností scénáře. Ten pak vyzrazuje, kam se bude děj filmu ubírat, přesto jde[podle koho?] o napínavý snímek, který vytváří důstojný pomník obětem katastrofy[podle koho?].